# Čierny kameň
Čierny kameň (1479 m) – jeden z wyższych i jednocześnie najbardziej charakterystycznych szczytów w grupie górskiej Wielkiej Fatry w Karpatach Zachodnich na Słowacji. Leży na obszarze Parku Narodowego Wielka Fatra. Nazwa Čierny kameň w tłumaczeniu na język polski oznacza Czarny Kamień.

## Topografia
Čierny kameň leży już we wschodniej, "liptowskiej" odnodze głównego grzbietu Wielkiej Fatry. Jest pierwszym szczytem tej odnogi, licząc od zwornikowej Ploski, od której oddzielony jest szeroką, trawiastą przełęczą znaną jako Sedlo Ploskej (1390 m). Od szczytu Minčol zwanego też Kračkov (1398 m) i dalszego ciągu grzbietu, biegnącego ku północnemu wschodowi, oddziela go również szerokie, trawiaste siodło Sedlo pod Čiernym kameňom (1266 m).
Čierny kameň wznosi się nad dwoma głównymi dolinami; Revúcką doliną (Revúcka dolina) po południowo-wschodniej stronie i Ľubochnianską doliną (Ľubochnianska dolina) po stronie północno-zachodniej. Poniżej jego południowych zboczy zaczyna się południowo-wschodni grzbiet z wierzchołkiem Straž, oddzielający dwa boczne odgałęzienia Revúckiej doliny.; Pilná i Veľká Turecká.

## Geologia i morfologia
Spiętrzenie szczytowe Czarnego Kamienia ma klasyczną formę ostańca, budowanego z dolomitów i wapieni tzw. płaszczowiny choczańskiej na podłożu ze znacznie miększych margli. Rozciągnięte w kierunku z południowego zachodu na północny wschód, ma dwa wierzchołki równej wysokości. W kierunku południowo-wschodnim opada pionowymi ścianami i stopniami skalnymi, natomiast w stronę północno-zachodnią stromym, gęsto zalesionym stokiem. W skalnych masywach Czarnego Kamienia, mocno spękanych, znajduje się szereg mniejszych jaskiń.

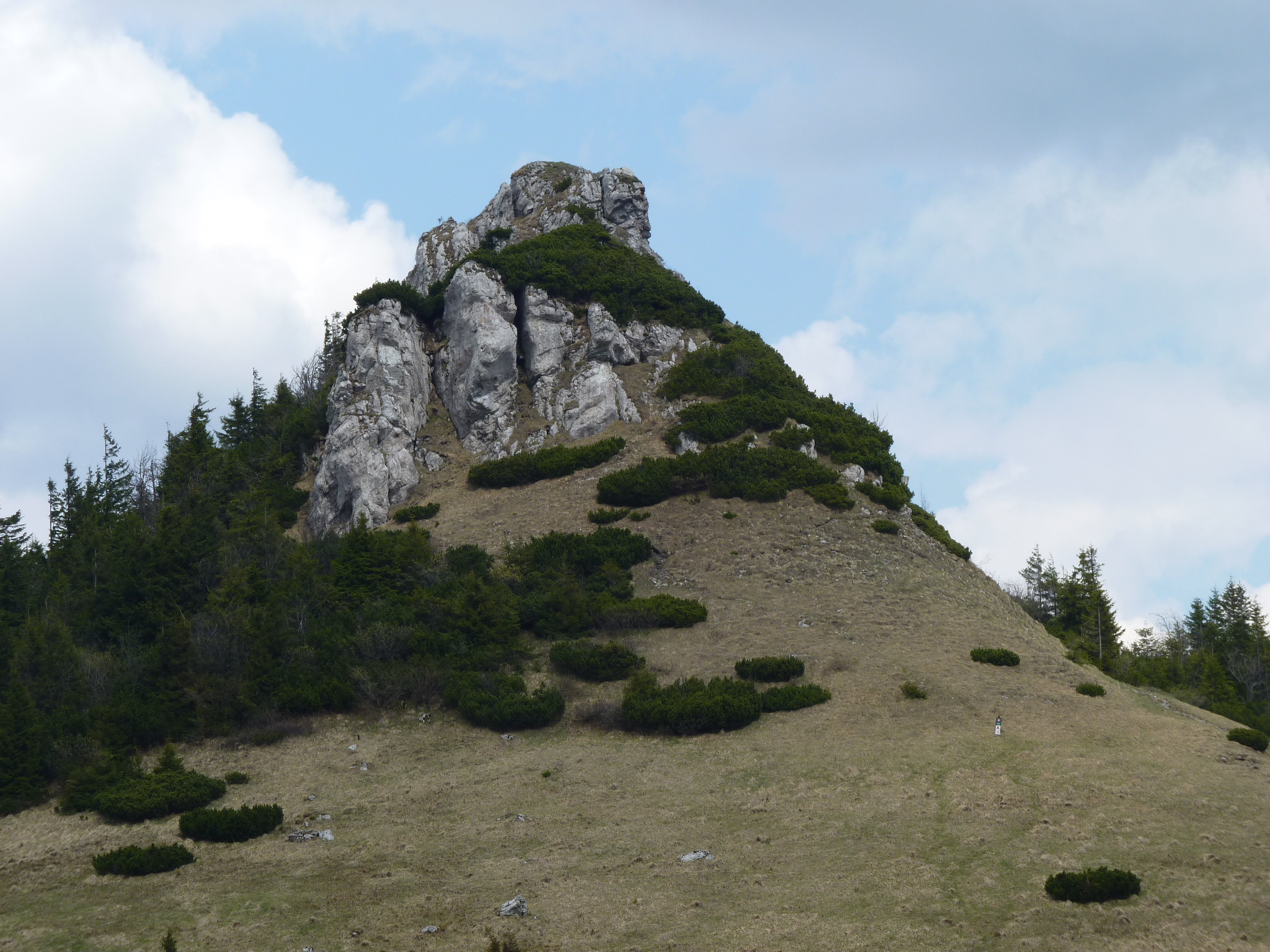
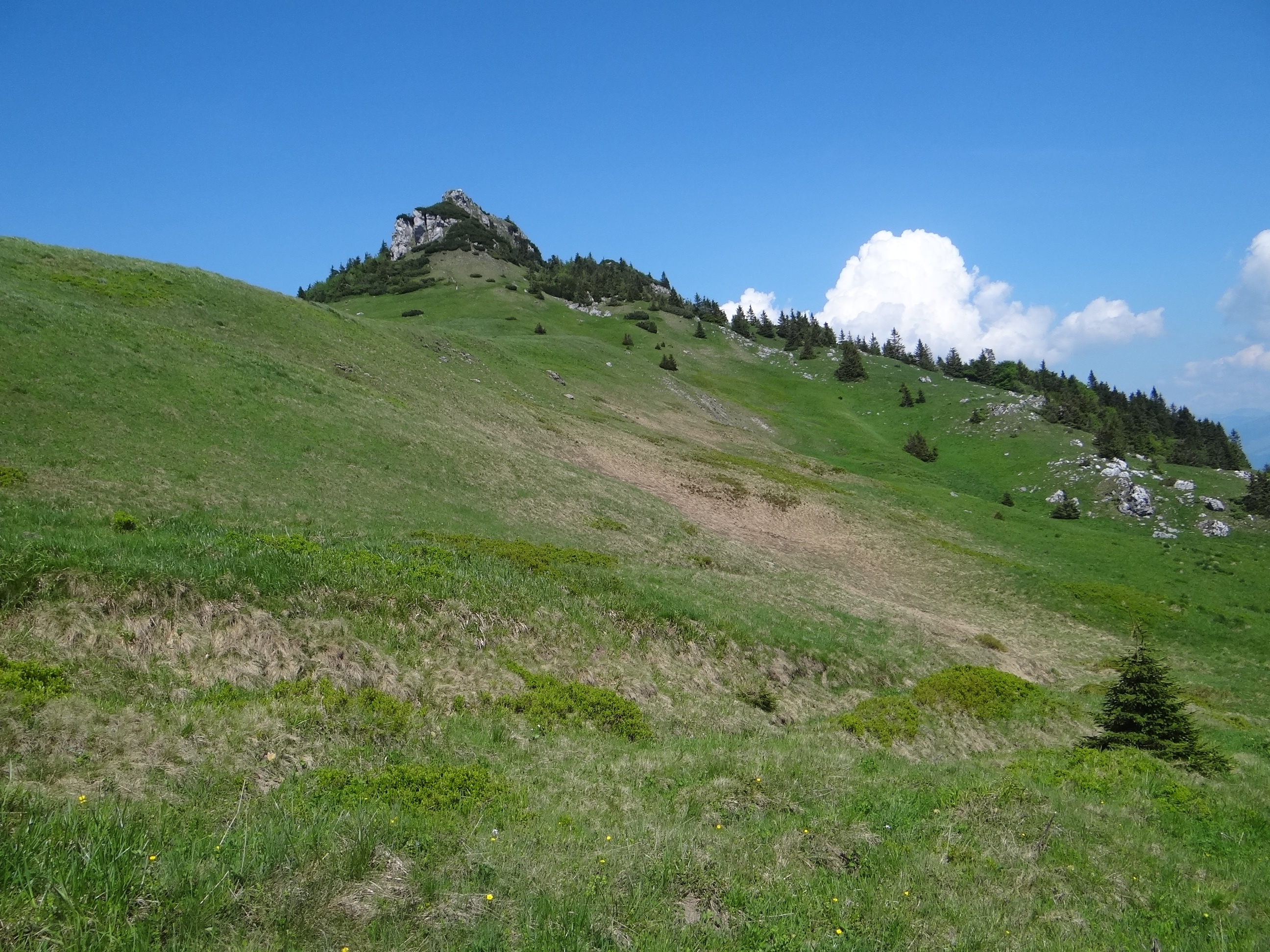
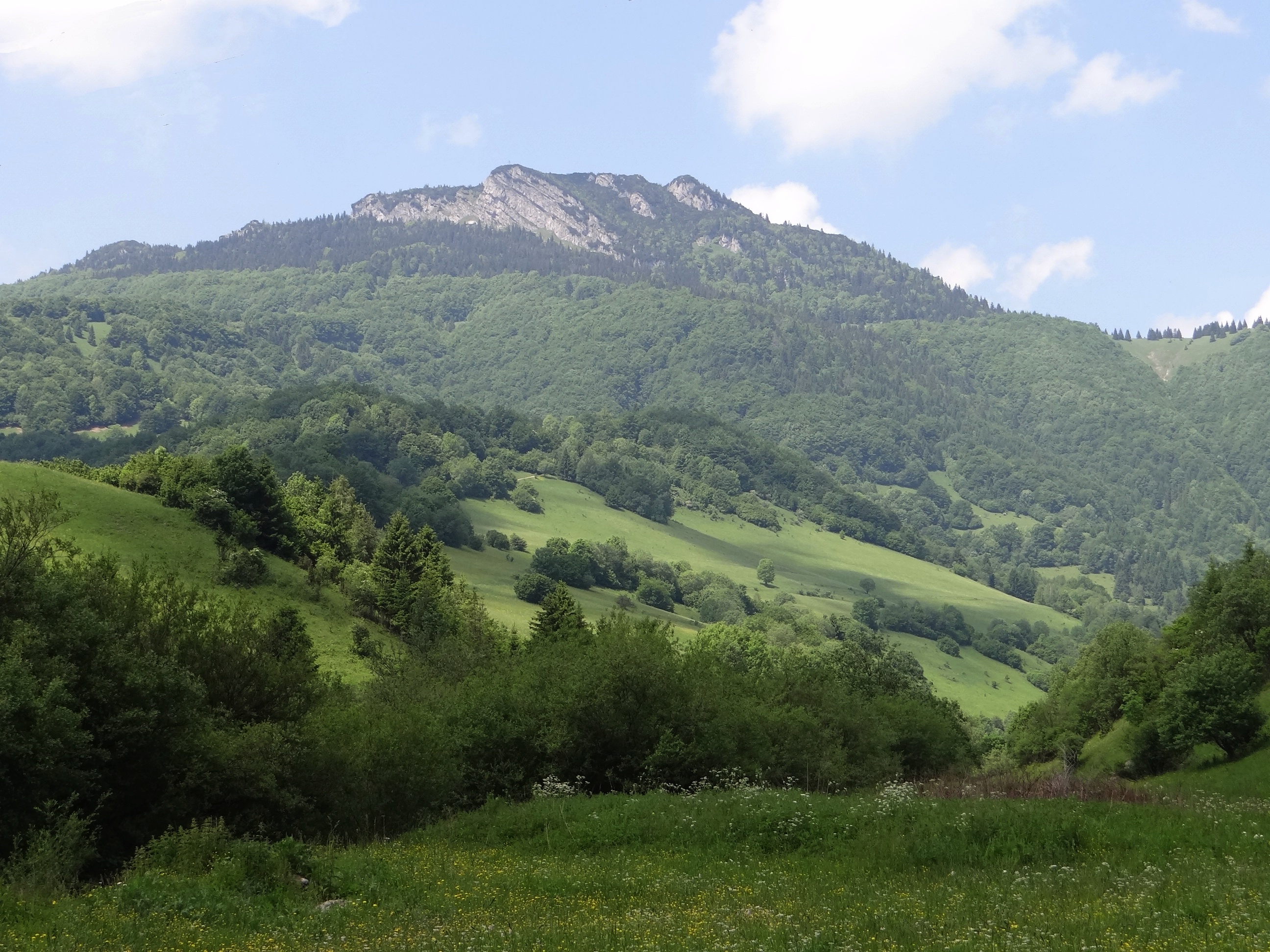
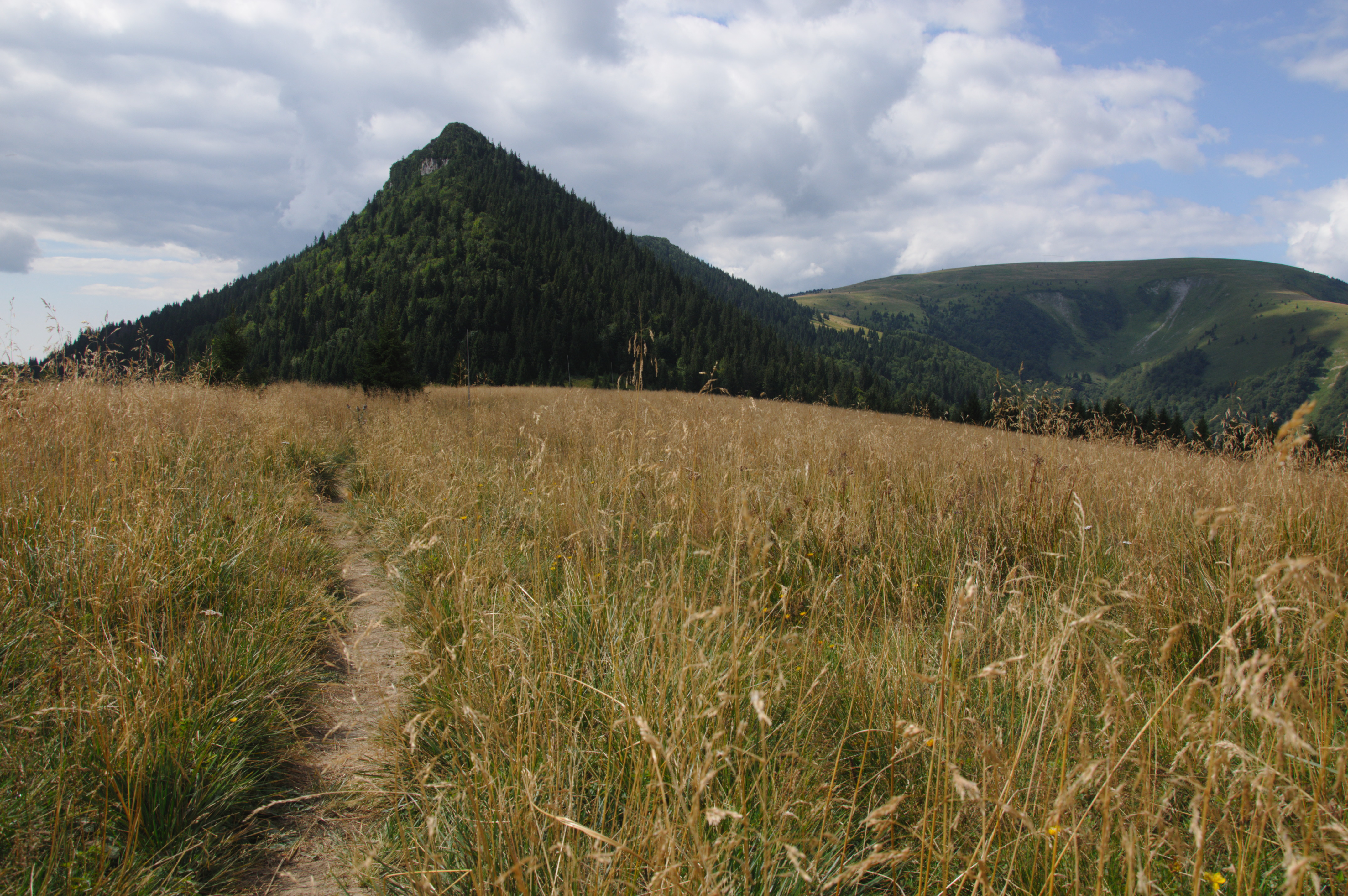
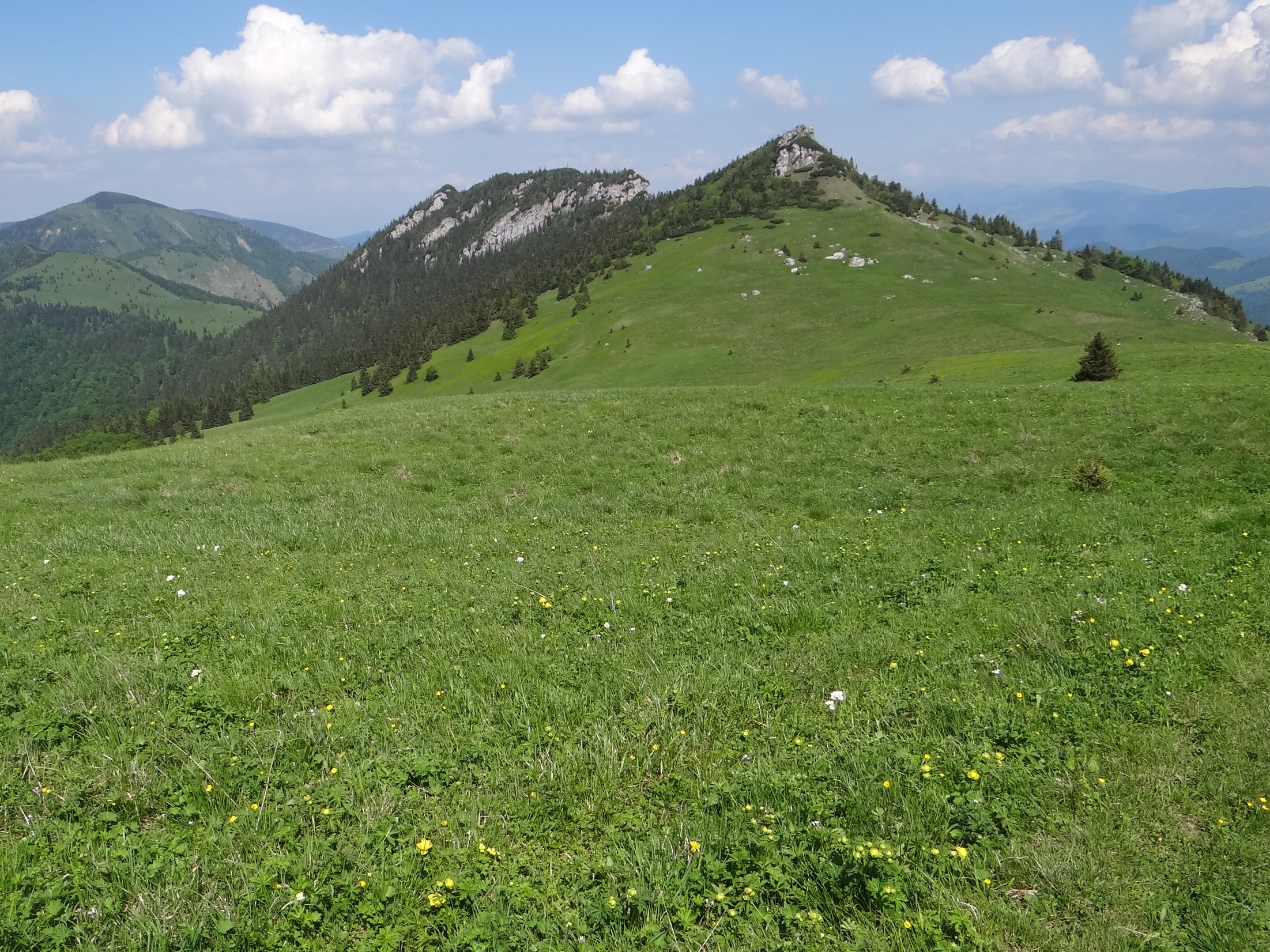
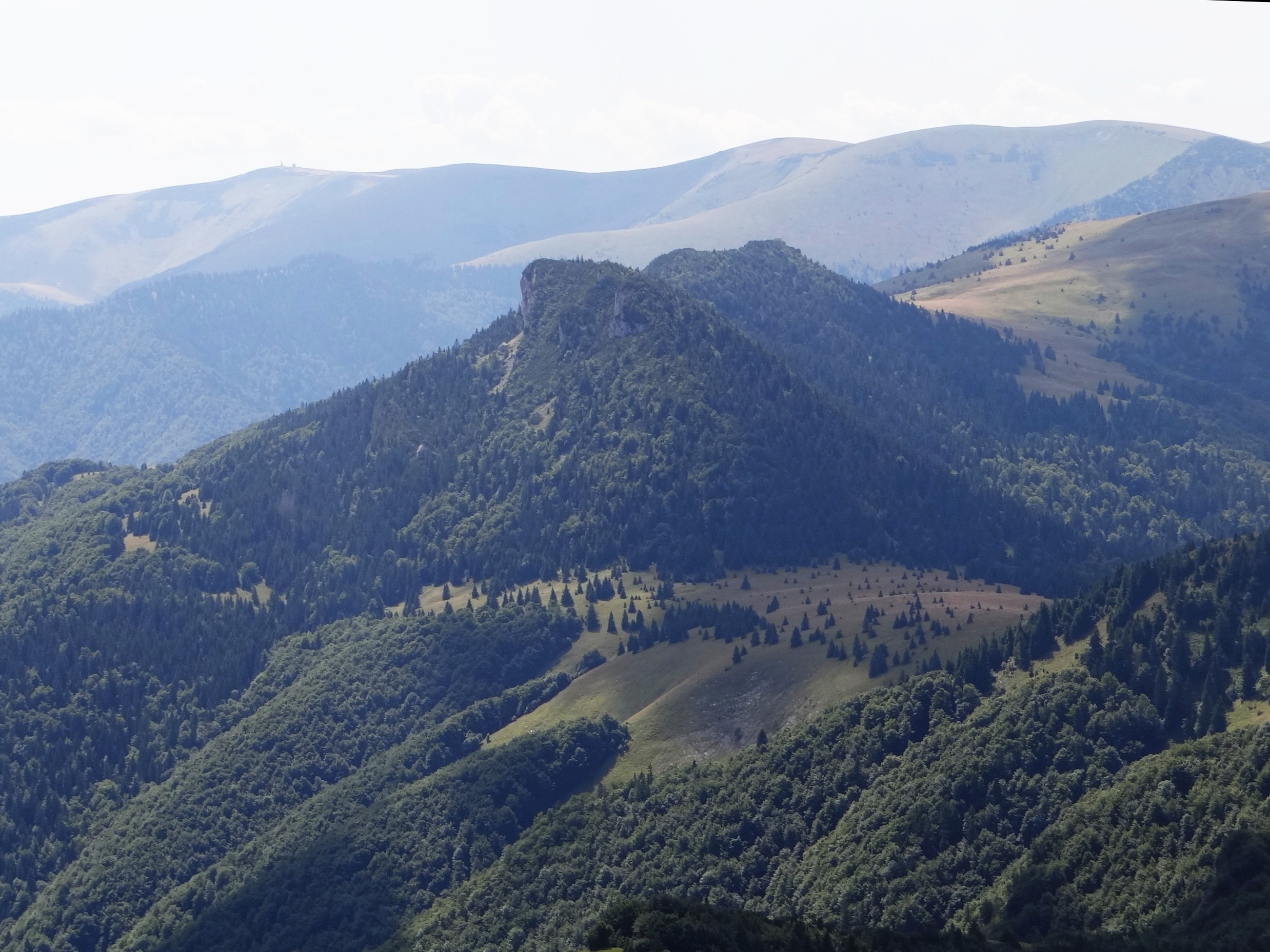

## Przyroda ożywiona
Masyw Czarnego Kamienia jest jednym z najcenniejszych przyrodniczo fragmentów Parku Narodowego Wielkiej Fatry, obejmującym dobrze zachowane zespoły roślinności piętra subalpejskiego i alpejskiego. Północno-zachodnie stoki spiętrzenia szczytowego Czarnego Kamienia, od grani szczytowej aż po poziomicę ok. 1220 m obejmuje rezerwat przyrody Čierny kameň.

## Turystyka
Sam szczyt i grań szczytowa są niedostępne dla turystów. Znakowany szlak zielony ze schroniska pod Boryszowem na Rakytov trawersuje północno-zachodnimi stokami spiętrzenia szczytowego.
  odcinek: Rużomberk – Krkavá skala – Pod Sidorovom – Sedlo pod Vtáčnikom – Vtáčnik – Vyšné Šiprúnske sedlo – Nižné Šiprúnske sedlo – Malá Smrekovica – Močidlo, hotel Smrekovica – Skalná Alpa – Tanečnica – Severné Rakytovské sedlo – Rakytov – Južné Rakytovské sedlo – Minčol – Sedlo pod Čiernym kameňom – Sedlo Ploskej – Chata pod Borišovom.